# Крепость тишины
«Крепость тишины» — французский фильм 1937 года режиссёра Марселя Л’Эрбье. Художником-постановщиком был Андрей Андреев.

## Сюжет
1913 год. Российская империя. У молодой студентки Вианы есть личные причины присоединиться к группе польских патриотов, борющихся против русского господства в Польше. Она принимает участие в покушении на убийство русского губернатора в Варшаве, во время которого ранен адъютант губернатора граф Степан. Виане удаётся бежать в Париж, вместо неё арестовывают её жениха Цезаря, которого приговаривают к пожизненному заключению в крепости. Виана случайно встречается в Париже с графом Степаном и узнаёт, что он комендант крепости в которой заточён Цезарь. Виана решает выйти замуж за графа, чтобы быть рядом со своим возлюбленным. Она пускается в опасную игру, итогом которой станет бунт заключённых крепости…

## В ролях
- Аннабелла — Виана
- Пьер Ренуар — граф Степан Ипоревич, полковник, комендант крепости
- Бернар Ланкре — Цезарь Бирский
- Жильбер Жениа — Катерина
- Пьер Ларке — Бартек
- Поль Амио — Владоровский
- Робер Ле Виган — Гранов
- Жорж Мельхиор — Невицкий
- Марта Мелло — Жозефина
- Маргарит Пьери — экономка
- Пьер Альковер — губернатор Варшавы
- Роже Блен — офицер
- Александр Риньо — надсмотрщик
- Лукас Гридо — доносчик
- Фабиен Лорис — заключённый № 836
- и другие